# Picco del carbonio-14 del 774-775

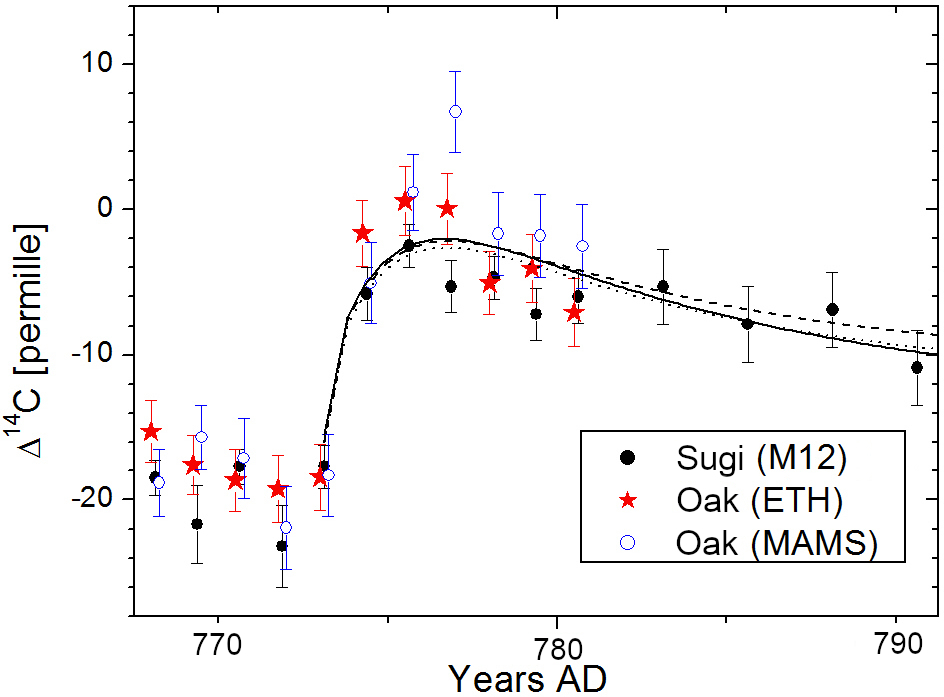
Misurazioni della concentrazione di carbonio-14 in alberi provenienti dal Giappone (cerchi neri) e dalla Germania (cerchi rossi e bianchi). La linea nera continua rappresenta la previsione teorica corrispondente ad un evento istantaneo di creazione del carbonio-14.

Il picco del carbonio-14 del 774-775 è stato un aumento della concentrazione del carbonio-14 (un isotopo radioattivo del carbonio) osservato negli anelli di accrescimento degli alberi datati tra gli anni 774 e 775; tale aumento è circa 20 volte più alto del normale tasso di variabilità. Il picco è stato scoperto durante uno studio di esemplari di Cryptomeria japonica, in Giappone, e l'anno è stato stabilito attraverso la dendrocronologia. Ad esso è stato anche associato un aumento della concentrazione del berillio-10 rilevato nelle carote di ghiaccio dell'Antartide.
L'evento appare essere stato globale: lo stesso aumento del carbonio-14 è stato osservato in alberi provenienti da Germania, Russia, Stati Uniti e Nuova Zelanda.
Il segnale esibisce un aumento improvviso dell'1,2%, seguito da una lenta diminuzione: tale andamento è tipico di una produzione istantanea di carbonio-14 nell'atmosfera, e indica che l'evento fu di breve durata. La produzione media globale di carbonio-14 è stata calcolata in {\displaystyle (1,1-1,5)\cdot 10^{8}~{\text{atomi}}/\mathrm {cm} ^{2}}.

## Ipotesi
Per spiegare il picco sono state avanzate diverse ipotesi.
La Cronaca anglosassone riferisce che, nel 774, un "crocifisso rosso" apparve nei cieli della Britannia; nessun resto di supernova è stato trovato corrispondente a questo anno, e quindi tale fenomeno è stato interpretato come un'aurora boreale.
In Cina, non ci sono riferimenti chiari ad un'aurora boreale in quegli anni (a differenza di quanto accaduto nel 762); inoltre, gli avvistamenti di comete del decennio non corrispondono ai fenomeni atmosferici che ci si aspetterebbe. Tuttavia, una "tempesta" anomala è stata registrata nel 774.
La spiegazione usuale è che l'evento sia stato causato da un brillamento solare molto forte, forse il più forte conosciuto. Un'altra possibile origine, un lampo gamma, è improbabile poiché l'evento ha anche causato aumenti degli isotopi 10Be e 36Cl.

## Frequenza di eventi simili
L'evento del 774 è il maggior picco degli ultimi 11000 anni tra gli isotopi cosmogenici, ma non è l'unico. Un evento simile è avvenuto tra il 993 e il 994, sebbene abbia raggiunto un'intensità solo del 60% rispetto all'evento del 774-775. Si sospetta che diversi altri eventi dello stesso tipo siano avvenuti durante l'Olocene.
Da questa statistica, ci si aspetta che forti eventi di questo tipo, denominati eventi di Miyake, avvengano una volta per qualche decina di millenni, mentre eventi di Miyake più lievi possono avvenire una volta ogni millennio o anche una volta ogni secolo. L'evento del 774 non ha avuto gravi conseguenze per la vita sulla Terra, ma, se fosse avvenuto in tempi moderni, avrebbe potuto causare danni catastrofici alla moderna tecnologia, in particolare ai sistemi di comunicazione e di posizionamento basati sui satelliti artificiali. Inoltre, un brillamento capace di produrre un evento simile porrebbe rischi considerevoli agli astronauti.